# Pycnoporus
Pycnoporus es un género de hongos de la familia Polyporaceae, es considerado el grupo más representativo de homobasidiomicetos (taxón en desuso) encargados de la pudrición de la madera. Género de carácter cosmopolita compuesto por varias especies especies . Su división se da debido a cambios de ubicación, morfología, biogeografía y análisis del ADN. Las especies de este género han tenido un uso en cosmética y alimentos desde la década de 1990 pero eran conocidos con anterioridad.

## Identificación
Poseen un color de píleo rojo a naranja fuerte característico en especímenes jóvenes, llegando a oscurecerse o palidecer en especímenes muy maduros.

## Biogeografía

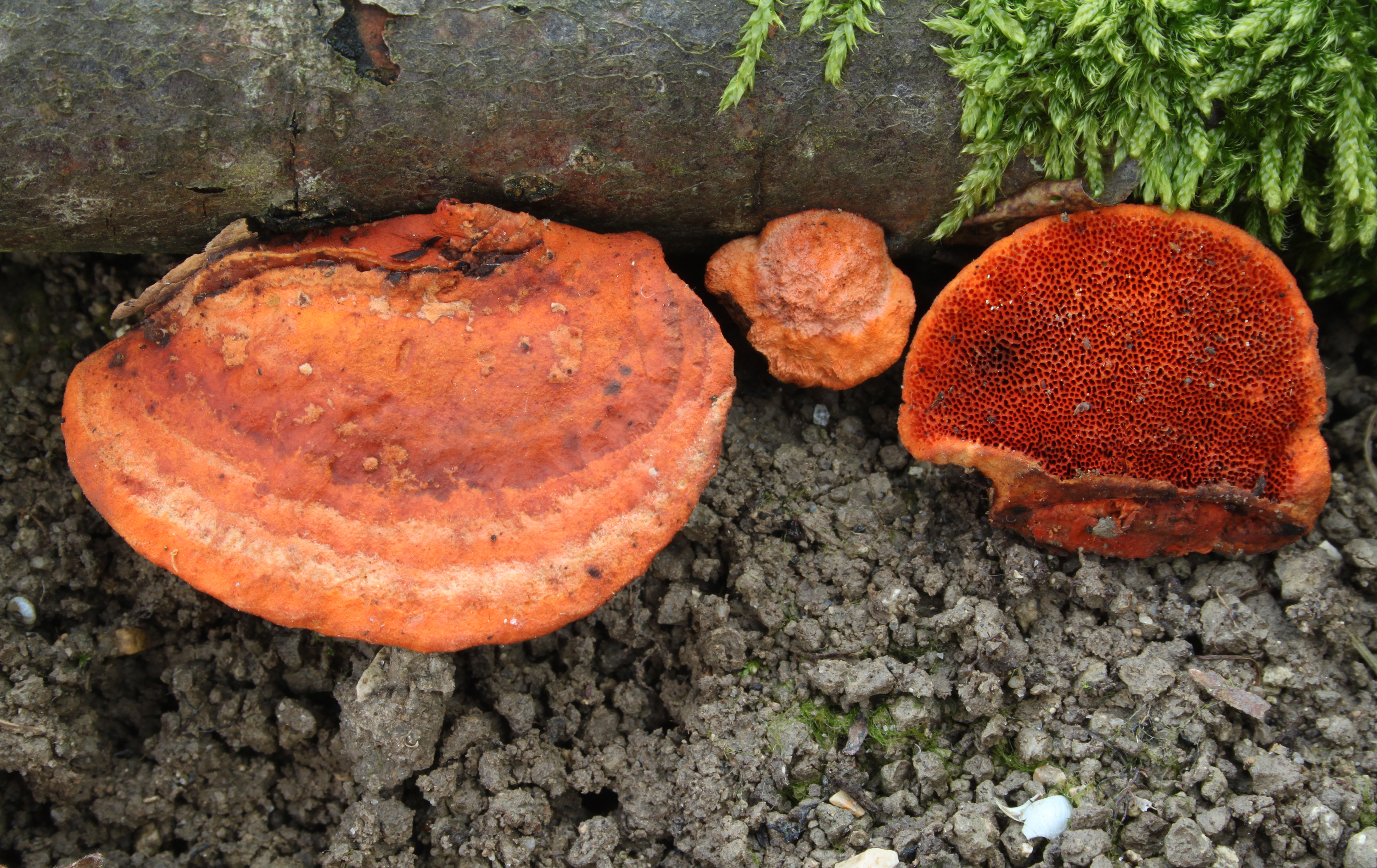
Varios ejemplares de Pycnoporus

La especie Pycnoporus cinnabarinus se encuentra usualmente distribuida en hemisferio norte, Pycnoporus paniceus se encuentra raramente en África, India, Malasia y Nueva Caledonia (se caracteriza por basidiocarpos con poros irregulares distribuidos de 1 a 3 por milímetro cuadrado). Pycnoporus sanguineus, es comúnmente encontrado en zonas tropicales y subtropicales a diferentes pisos altitudinales. La especie Pycnoporus coccineus se distribuye en países que bordean los océanos océano índico y el Pacífico.

## Galería de imágenes

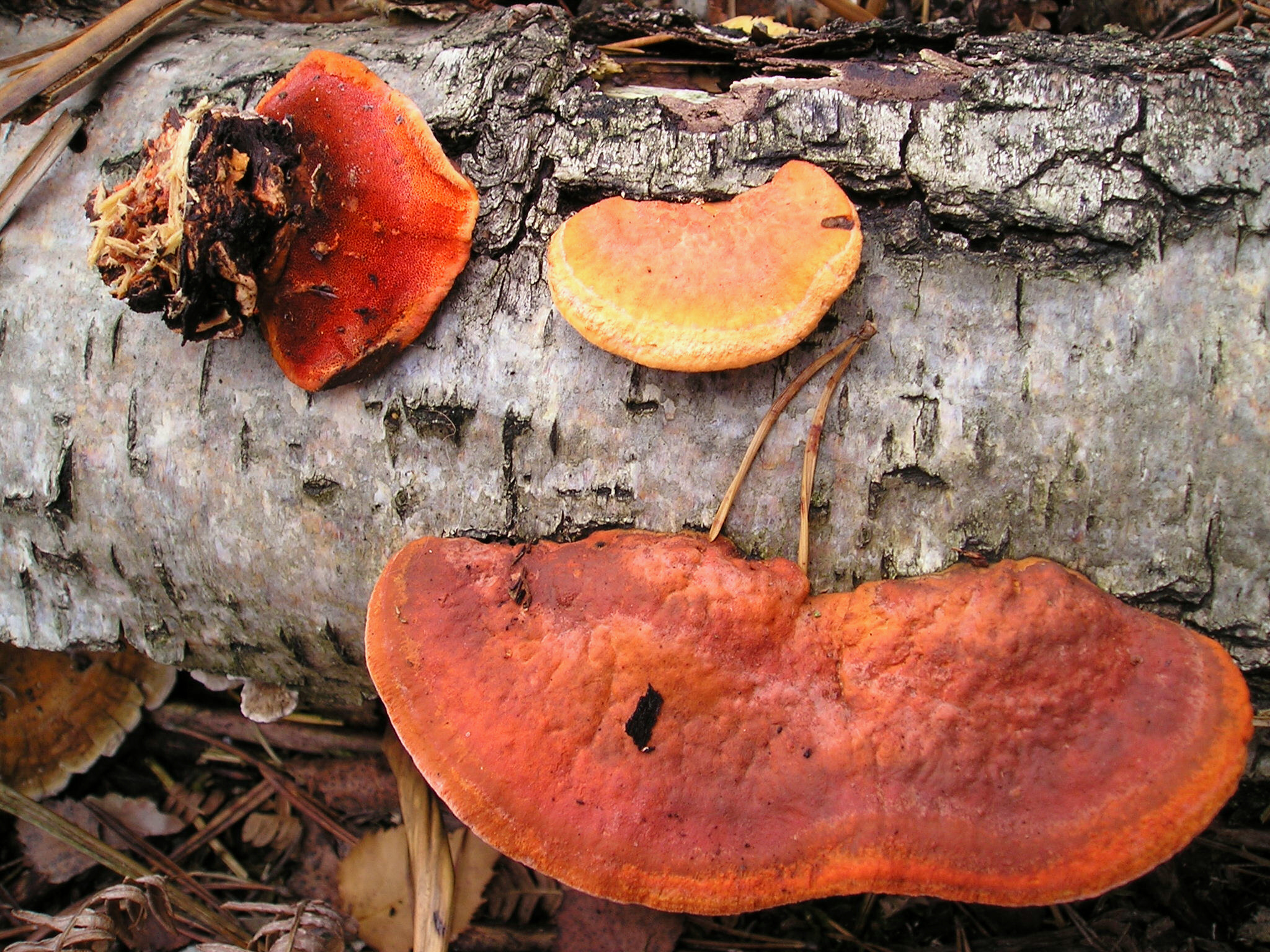
Pycnoporus cinnabarinus
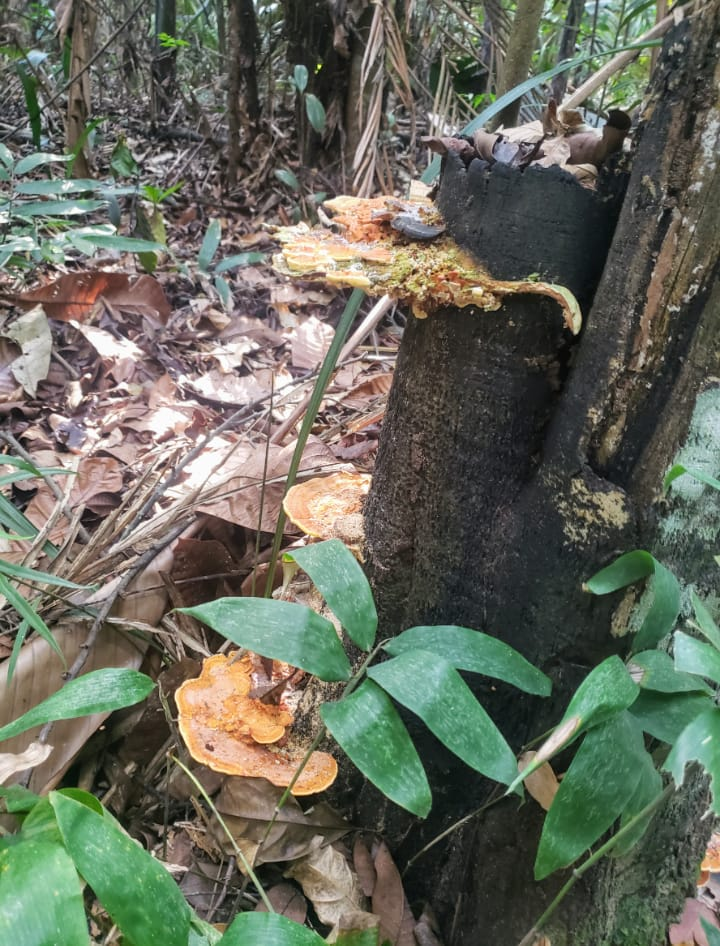
Pycnoporus sanguineus
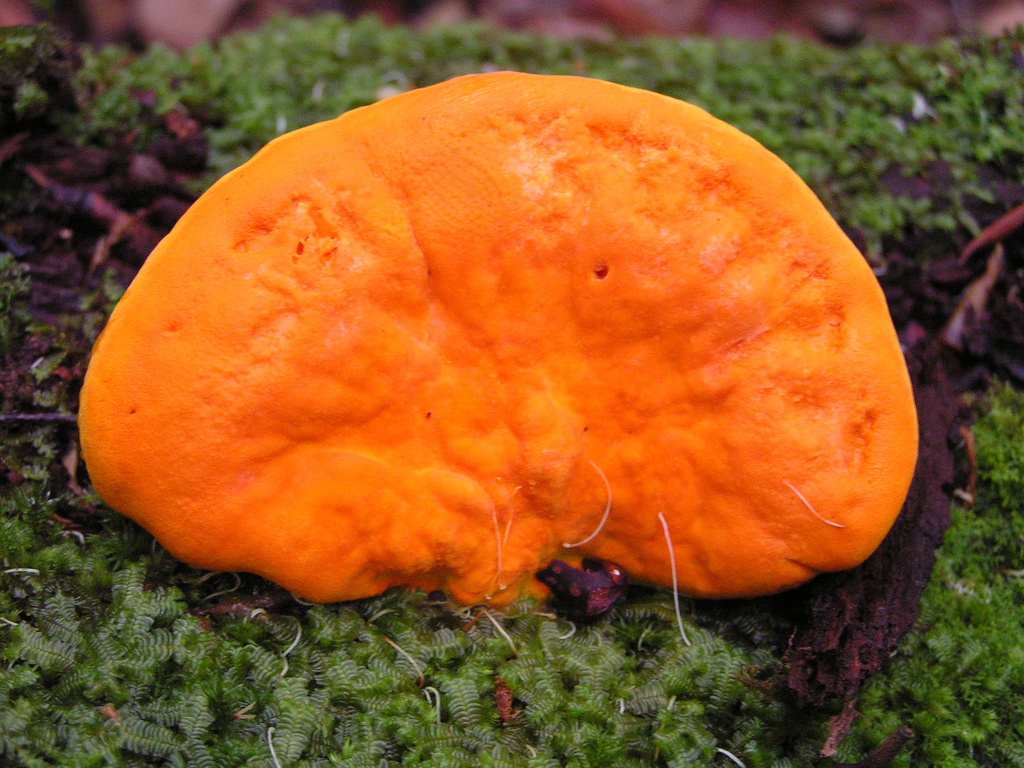
Pycnoporus coccineus
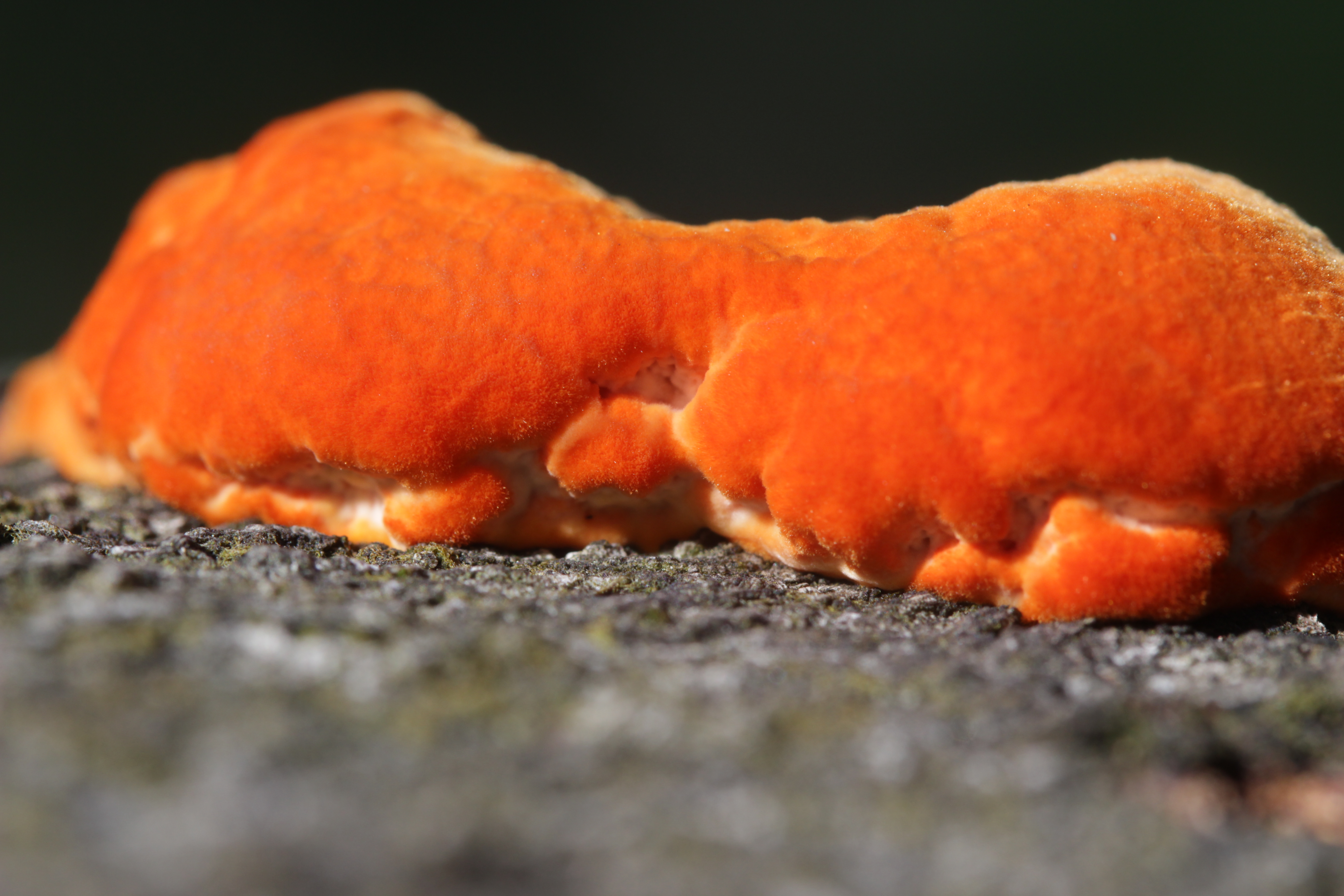
Pycnoporus cinnabarinus
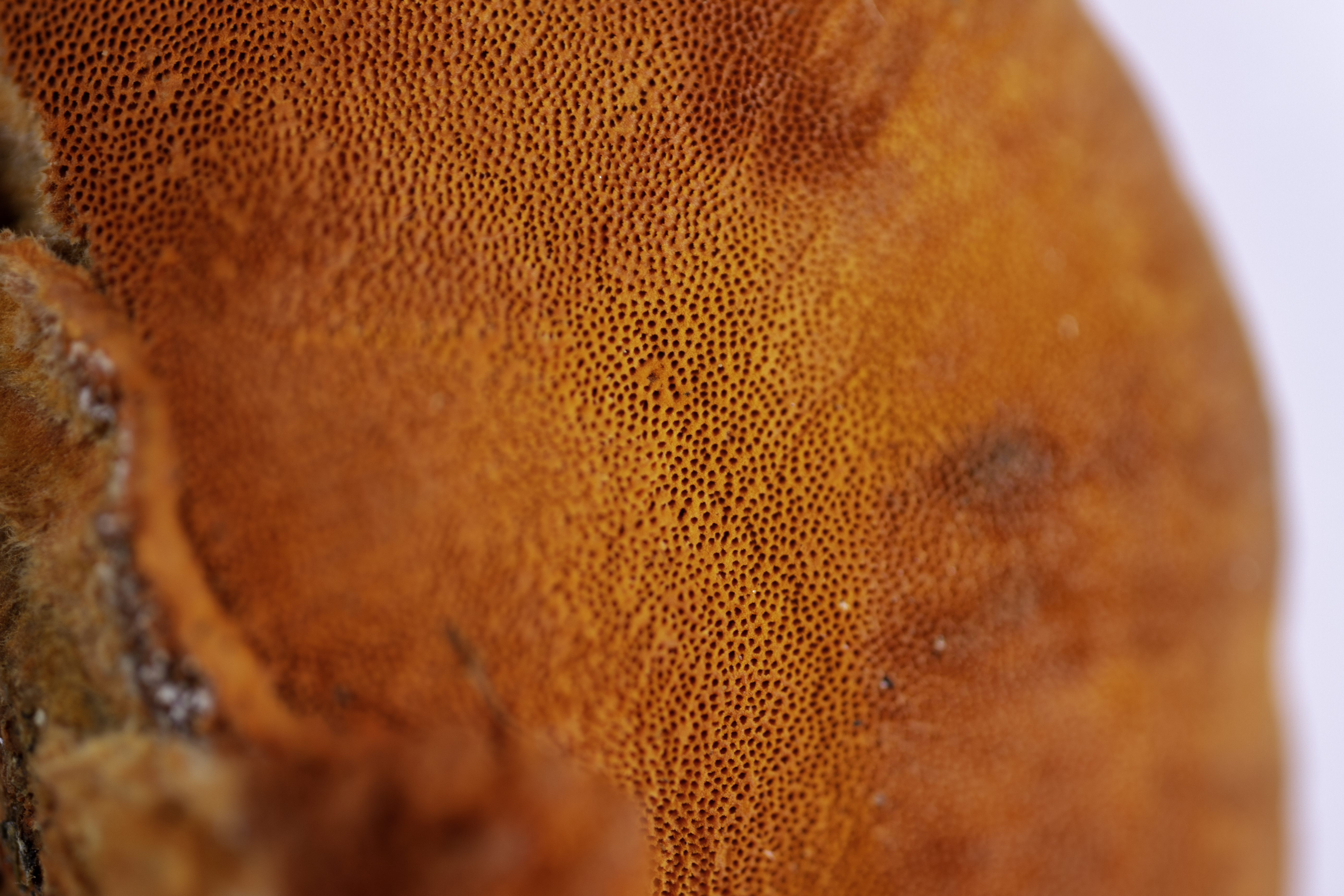
Pycnoporus sanguineus, detalle de poros en macrofotografía.